# Euphyia perseverata
Euphyia perseverata là một loài bướm đêm trong họ Geometridae.